# ハンブルク (フリゲート)
ハンブルク（ドイツ語：Hamburg, F 220）は、ドイツ海軍のフリゲート。ザクセン級フリゲートの2番艦。艦名は自由ハンザ都市ハンブルクに由来し、この名を受け継いだドイツの艦艇としては5代目にあたる。

## 艦歴
「ハンブルク」は、ホヴァルツヴェルケ＝ドイツ造船キール工場で2000年9月1日に起工し、2002年8月16日に進水、2004年12月13日に就役し第1フリゲート戦隊に配属された。
2006年1月に第2フリゲート戦隊に所属変更される。
2010年10月19日にソマリア沖の海賊に対処するためのアタランタ作戦に参加するためヴィルヘルムスハーフェンを出航し、途中の10月から11月中旬にかけて地中海にて統合防空作戦センター（JADOC、Joint Air Defence Operation Centre）の試験が実施される「ラピッドアロー2010（RAPID ARROW 2010）演習」に参加し、11月11日に統合防空作戦センターの実験は成功している。同年11月21日にはエストニア海軍特殊部隊（船舶防護分遣隊、Vessel Protection Detachment）と共同でソマリア沖にて船舶護衛に就く。同年12月16日に海賊から解放されタイ王国海軍の外洋哨戒艦「パタニ（Pattani）」に収容された貨物船「ハンニバル2（Hannibal II）」の乗員に対して医療援助を実施する。
第2機動隊群第2フリゲート戦隊に所属し、ヴィルヘルムスハーフェンを母港としている。